# Assassinato de Ryan da Silva Andrade Santos
O assassinato de Ryan da Silva Andrade Santos, de 4 anos de idade, ocorreu em 5 de novembro de 2024 durante um confronto policial no Morro São Bento, em Santos, São Paulo, Brasil. O incidente, registrado por volta das 20h15 durante uma operação de patrulha da Polícia Militar do Estado de São Paulo (PMESP), deixou outros dois adolescentes baleados, um deles, de 17 anos de idade, que não resistiu aos ferimentos. O caso provocou reações imediatas das autoridades e mobilizou a população local.

## Confronto
O confronto iniciou-se quando equipes da Ronda Ostensiva com Apoio de Motocicletas (Rocam) avistaram um grupo de cerca de dez homens, entre os quais quatro estariam em motocicletas. Ao perceberem a presença policial, os suspeitos fugiram, dirigindo-se para um local de tráfico de drogas. Durante a perseguição e abordagem, os policiais relataram que os suspeitos começaram a disparar contra as equipes, levando os agentes a revidarem e a solicitarem reforços.
Na troca de tiros que se seguiu, dois adolescentes foram atingidos. Ambos foram levados a unidades de saúde locais; um deles faleceu, enquanto o outro, de 15 anos, permaneceu sob escolta policial após receber atendimento. Segundo informações fornecidas pela mãe de Ryan da Silva Andrade Santos, a criança estava brincando na calçada em frente à casa de uma parente quando foi atingida por um tiro no abdômen, sendo socorrida e levada ao hospital, onde não resistiu.

## Investigação
A Secretaria da Segurança Pública do Estado de São Paulo (SSP) lamentou a morte de Ryan e declarou que um inquérito foi aberto para apurar o ocorrido. As armas dos policiais envolvidos foram apreendidas para perícia, com o objetivo de identificar a origem do disparo fatal. O coronel Emerson Massera, porta-voz da PM, declarou que a análise preliminar dos fatos sugere que o disparo que atingiu a criança possivelmente partiu de uma arma policial. Sete policiais envolvidos foram afastados das ruas até a conclusão das investigações.
Em 27 de março de 2025, o laudo da Polícia Técnico Científica confirmou que o tiro que matou o menino Ryan partiu mesmo da arma de um policial militar.

## Velório e sepultamento
O velório de Ryan, realizado no Cemitério Municipal da Areia Branca, foi marcado por momentos de tensão. Familiares e apoiadores se reuniram para homenagear a criança, e relatos indicam que houve discussões entre policiais presentes e o ouvidor das Polícias do Estado de São Paulo. Testemunhas afirmam que agentes tentaram intervir no cortejo e posicionaram viaturas na entrada do cemitério, o que gerou protestos e manifestações de descontentamento entre os presentes.

## Assassinato do pai de Ryan
Quase nove meses antes, o pai de Ryan, Leonel Andrade Santos, de 36 anos de idade, também foi baleado e morto por policiais no mesmo local durante a Operação Verão. Ryan foi atingido enquanto brincava com outras crianças, enquanto dois adolescentes também foram baleados, um deles fatalmente. A mãe de Ryan, Beatriz da Silva Rosa, acredita que o tiro veio da polícia. A Secretaria de Segurança Pública (SSP) lamentou a morte e abriu inquérito para apurar os fatos. Leonel, pai de Ryan, usava muletas e aguardava cirurgia no joelho quando foi morto em fevereiro. Segundo familiares, ele não estava armado, contradizendo o Boletim de Ocorrência policial que relata uma troca de tiros. A SSP declarou que Leonel e outro homem foram mortos após apontarem armas aos policiais, e que foram apreendidos armas, drogas e dinheiro com eles.

## Repercussão

### UNICEF
O UNICEF divulgou uma nota oficial sobre o caso de Ryan:

É com profunda tristeza que o UNICEF se manifesta depois da trágica morte de Ryan da Silva Andrade Santos, de apenas 4 anos, vítima de um tiroteio em frente à sua casa no Morro do São Bento, em Santos (SP). Ryan, como tantas outras crianças, tinha o direito de crescer em um ambiente de paz, protegido da violência e dos perigos que ameaçam o desenvolvimento pleno e seguro dos nossos meninos e meninas.

A perda de uma criança em qualquer circunstância é devastadora, mas uma morte resultante de ação violenta, envolvendo agentes do Estado, exige reflexão e medidas imediatas. Lamentavelmente, essa situação também revela uma realidade em que muitas crianças, como Ryan e seus irmãos, crescem expostas a situações de conflito e violência, sendo forçadas a lidar com cenas que jamais deveriam enfrentar.
O UNICEF reitera a urgência de que toda criança, em qualquer lugar, tenha garantido o direito à vida, ao desenvolvimento e à proteção integral. Situações como essa sublinham a necessidade de fortalecer políticas e práticas que assegurem a proteção de crianças e adolescentes, especialmente em contextos de vulnerabilidade.

Neste momento de dor, expressamos nossa solidariedade à família de Ryan e a todas as famílias que compartilham desse sofrimento nas periferias de São Paulo e de todo o Brasil. O UNICEF reafirma seu compromisso de trabalhar ao lado de governos, organizações e comunidades para quebrar o ciclo de violência e garantir que todas as crianças e adolescentes possam viver em paz e segurança.